# Страшенцин
Страшенцин (пол. Straszęcin) — село в Польщі, у гміні Жиракув Дембицького повіту Підкарпатського воєводства.
Населення — 2094 особи (2011).
У 1975-1998 роках село належало до Тарновського воєводства.

## Демографія
Демографічна структура станом на 31 березня 2011 року:
|          | Загалом | Допрацездатний вік | Працездатний вік | Постпрацездатний вік |
| -------- | ------- | ------------------ | ---------------- | -------------------- |
| Чоловіки | 1030    | 246                | 720              | 64                   |
| Жінки    | 1064    | 235                | 686              | 143                  |
| Разом    | 2094    | 481                | 1406             | 207                  |